# Uż (dopływ Prypeci)
Uż (ukr. Уж, Уша Uż, Usza) – rzeka na Ukrainie, płynąca przez Polesie, prawy dopływ Prypeci.
Długość rzeki wynosi 256 km, powierzchnia dorzecza 8080 km². Nad rzeką leżą miasto Korosteń i wysiedlone z powodu katastrofy czarnobylskiej osiedle typu miejskiego Poliśke.